# Prix du Guesclin
 (août 2025).
Motif : Notoriété de ce prix?
- Archive Wikiwix
- Bing
- Cairn
- DuckDuckGo
- E. Universalis
- Gallica
- Google
- G. Books
- G. News
- G. Scholar
- Persée
- Qwant
- (zh) Baidu
- (ru) Yandex
- (wd) trouver des œuvres sur Wikidata

| 1. | Préciser le motif de la pose du bandeau. | Précisez le motif de la pose du bandeau en utilisant la syntaxe suivante : {{admissibilité à vérifier\|date=août 2025\|motif=remplacez ce texte par le motif}}                        |
| 2. | Informer les utilisateurs concernés.     | Pensez à avertir le créateur de l'article, par exemple, en insérant le code ci-dessous sur sa page de discussion : {{subst:avertissement admissibilité à vérifier\|Prix du Guesclin}} |

 (novembre 2024).
Le prix du Guesclin est un prix littéraire d'histoire français créé en 2010 par l'association « Cocktail & Culture ». Il récompense l’auteur d’un essai, d’une biographie ou d’un roman historique. Il est décerné chaque année au début du mois de décembre, après une présélection parmi les ouvrages concernés.
À ne pas confondre avec les prix Duguesclin et de la blanche hermine décernés à Nantes en 2015.

## Historique
Le prix du Guesclin de l’histoire a été créé en 2010 par l’Association Cocktail & Culture pour récompenser chaque année « la révélation historique de l’année »,.
Les membres du jury se réunissent au cours d’un déjeuner durant lequel ils délibèrent et choisissent le ou les lauréats du prix. S’il n’y a pas consensus, le prix est attribué à la majorité.
Outre le prix principal, le jury décerne depuis 2011 le Prix spécial de la mairie du 8e arrondissement de Paris.
Le prix est décerné chaque année au cours du Salon de l’histoire,ayant lieu au Cercle national des armées. Le trophée est remis par M. Philippe du Guesclin, marquis de Saint-Gilles. Le Salon de l'histoire "en Littérature" et le prix du Guesclin sont également parrainés par des personnalités parmi lesquelles Jean-Marie Rouart de l'Académie Française.
Depuis 2017, en l'honneur de Gonzague Saint-Bris, membre permanent depuis sa création du Prix du Guesclin, un Trophée Gonzague Saint-Bris de la Biographie est remis chaque année.
Depuis 2019, le Prix des Empires, sous l'égide de Jean Tulard, est également remis. En 2023, il prend le nom de Prix des Empires - Prince Joachim Murat. Il est remis par le Prince Joachim Murat, Prince de Pontecorvo.

## Les membres du jury
Les membres permanents du jury du Prix du Guesclin sont :
- Jean-Christophe Buisson
- Bruno Calvès
- David Chanteranne
- Philippe Delorme
- Jean-Paul Desprat
- Franck Ferrand
- Bruno Fuligni
- Michel De Jaeghere
- Marie-Claude Mahiette
- Joachim Murat
- Emmanuel Pierrat
- Clémentine Portier-Kaltenbach
- Jean Tulard, Membre de l'Institut
- Emmanuel de Waresquiel

Les lauréats de l’année précédente se joignent au jury de l’année suivante.

## Liste des lauréats
Lauréat du Prix du Guesclin 2024:
Philippe Charlier, La dame du jeu d'échecs, Editions Plon,
Lauréat du Prix des Empires - Prince Joachim Murat 2024:
Vincent Haegele : Vienne sous le soleil d'Austrelitz, Passés Composés
Lauréate du Trophée de la Biographie Gonzague Saint-Bris 2024:
Stéphanie des Horts : Carolyn et John, Albin Michel
Lauréat Prix de la Mairie du 8e 2024:
David Gaillardon : Marie-Blanche de Polignac, Tallandier
Lauréat du Prix du Guesclin 2023:
Dominique Missika, L'affaire Bernard Natan
Lauréat Prix de la Mairie du 8e 2023:
Jean-Paul Autant, Henri IV à la conquête de Paris
Lauréat du Prix des Empires - Prince Joachim Murat 2023:
Denis Hannotin : Chargez, la cavalerie au combat en Espagne 1808-1810
Lauréate du Trophée de la Biographie Gonzague Saint-Bris 2023:
Christine Orban : Soumise
Lauréats du Prix du Guesclin 2022
Prix du Guesclin - catégorie document : (sous la direction de) Didier le Fur, Les guerres d'Italie
Prix du Guesclin - catégorie fiction : Camille Pascal, L'air était tout en feu
Coup de Cœur du Jury : Laurent Decaux, Avant la fin du monde
Lauréat Prix de la Mairie du 8e 2022 :
Amaury Lorin, Paul Doumer, la République audacieuse
Lauréat du Prix des Empires 2022
Natalia Griffon de Pleineville : Chargez, la cavalerie au combat en Espagne 1808-1810
Lauréat du Trophée de la Biographie Gonzague Saint-Bris 2022
Marek Halter : La juive de Shanghaï
Lauréats du Prix du Guesclin 2021,
Prix du Guesclin - catégorie biographie : Jean-Christian Petitfils Henri IV
Prix du Guesclin - catégorie roman : Jean-Robert Pitte, Dardanus
Lauréat Prix de la Mairie du 8e 2021 :
Patrick de Gmeline, Charles Nungesser
Lauréat du Prix des Empires 2021
Jacques-Olivier Boudon : Napoléon le dernier romain
Lauréat du Trophée de la Biographie Gonzague Saint-Bris 2021
Joël Cornette : Anne de Bretagne
Lauréats du Prix du Guesclin 2019
Prix du Guesclin : Jean Lopez et Lasha Otkhmezuri Barbarossa, 1941 la guerre absolue
Lauréat Prix de la Mairie du 8e 2019 :
Emmanuel Maury, Le dernier des Condé
Lauréat du Prix des Empires 2019.
David Chanteranne : Napoléon aux 100 visages
Lauréat du Trophée de la Biographie Gonzague Saint-Bris 2019.
Jean-Luc A. Chartier : Loisel, avocat du roi
Lauréats du Prix du Guesclin 2018
Prix du Guesclin : Jean Sévillia, Les vérités cachées de la guerre d'Algérie
Prix du Guesclin - Trophée de la Mairie du 8e : Michel Goya, Les vainqueurs, comment la France a gagné la Grande Guerre
Lauréat du Trophée de la Biographie Gonzague Saint-Bris 2018
Philippe de Villiers, Le mystère Clovis
Lauréats du Prix du Guesclin 2017
Prix du Guesclin : Pierre Cornut-Gentille, Le 4 septembre 1870
Prix du Guesclin - Prix de la Mairie du 8e : Jean-Louis Debré, Dictionnaire Amoureux de la République
Mention Spéciale : Lomig Guillo, Les Secrets du Mont Saint-Michel
Lauréat du Trophée de la Biographie Gonzague Saint-Bris 2017
Geneviève Haroche-Bouzinac, La vie mouvementée d'Henriette Campan
Lauréats du Prix du Guesclin 2016
Prix du Guesclin : Thierry Lentz, Joseph Bonaparte
Prix Spécial du Jury : Philippe Delorme, Théories folles de l'Histoire
Prix Spécial de la Mairie du 8e : Juliette Glikman, La belle histoire des Tuileries
Lauréats du Prix du Guesclin 2015
Prix du Guesclin : François-Guillaume Lorrain, Ces lieux qui ont fait la France
Prix Spécial du Jury : Nicolas Chaudun, Le brasier, Le Louvre incendié par la Commune
Prix Spécial de la Mairie du 8e : Charles-Éloi Vial, Le Dernier Voyage de l'Empereur
Lauréats du Prix du Guesclin 2014,,
Lauréats du Prix du Guesclin 2014,,
Prix du Guesclin : Michel De Jaeghere, Les Derniers Jours, la Fin de l'Empire Romain d'Occident
Prix Spécial du Jury : Ex Aequo : Nicolas Carreau, Les Légendes du Masque de Fer & Laurent Greilsamer, La Vraie Vie du Capitaine Dreyfus
Prix Spécial de la Mairie du 8e : Vladimir Fedorovski, La Magie de Moscou
Lauréats du Prix du Guesclin 2013 :
Lauréats du Prix du Guesclin 2013 :
Prix du Guesclin : Tom Reiss, Dumas le Comte Noir
Prix Spécial du Jury : Ex Aequo : Jean-Christophe Buisson, Assassinés & Laurent Guillemot, Génération Champ d'Honneur
Prix Spécial de la Mairie du 8e : Jean-Pierre Guéno, Les Poilus
Lauréats du Prix du Guesclin 2012 :
Lauréats du Prix du Guesclin 2012 :
Prix du Guesclin : Jean-Marie Rouart, Napoléon ou la Destinée
Prix Spécial du Jury : Bruno Fuligni, Les Frasques de la Belle Époque
Prix Spécial de la Mairie du 8e : Alain Pompidou, Georges Pompidou
Lauréats du Prix du Guesclin 2011 :
Lauréats du Prix du Guesclin 2011 :
Prix du Guesclin : Dimitri Casali, L'Altermanuel de l'Histoire de France
Prix Spécial du Jury : Emmanuel de Waresquiel, Talleyrand, Dernières Nouvelles du Diable
Prix Spécial de la Mairie du 8e : Sophie Herfort, Le Jocond
Lauréats du Prix du Guesclin 2010 :
Lauréats du Prix du Guesclin 2010 :
Prix du Guesclin : Clémentine Portier-Kaltenbach, Les Grands Zhéros de l’Histoire de France
Prix Spécial du Jury : Marek Halter, Histoire du Peuple Juif